# پولوگویه زایمیشچه
پولوگویه زایمیشچه (به لاتین: Pologoye Zaymishche) یک منطقهٔ مسکونی در روسیه است که در استان آستراخان واقع شده‌است.